# Izydor Gulgowski

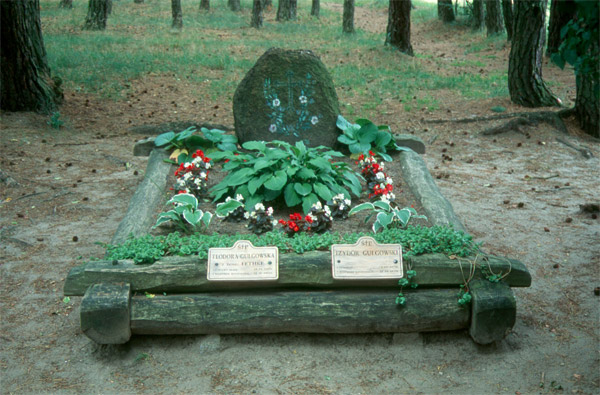
Grób Izydora Gulgowskiego wraz z małżonką, znajdujący się na terenie skansenu we Wdzydzach

Izydor Gulgowski, także Ernst Seefried-Gulgowski (ur. 4 kwietnia 1874 w Iwicznie, zm. 22 września 1925, pochowany we Wdzydzach) – nauczyciel, współzałożyciel Kaszubskiego Towarzystwa Ludoznawczego w Kartuzach, poeta kaszubski, dziennikarz, publicysta, porucznik Wojska Polskiego, współtwórca wraz z żoną Teodorą pierwszego skansenu na ziemiach polskich we Wdzydzach.

## Twórczość (wyjątki)
- Ernst Seefried-Gulgowski, Von einem unbekannten Volke in Deutschland. Ein Beitrag zur Volks- und Landeskunde der Kaschubei, Berlin 1911 (pl: O nieznanym narodzie w Niemczech. Przyczynek do ludoznawstwa i krajoznawstwa Kaszub)